# Сволота
Своло́та (рос. Сволочи) — художній фільм режисера Олександра Атанесяна, знятий за однойменною повістю Володимира Куніна. Прем'єра фільму відбулася 2 лютого 2006 року.

## У ролях
- Андрій Панін — підполковник Антон В'ячеславович Вишневецький, начальник табору
- Андрій Краско — комірник дядько Паша
- Олександр Головін — Кот
- Сергій Риченков — Тяпа
- Володимир Андрєєв — Кот в старості (Чернов Костянтин Аркадійович)
- Володимир Кашпур — Тяпа в старості (Тяпкін Валентин Петрович)
- Микита Єрунов — Бабай
- Олег Буганов — Принц
- Маріус Штандель — Шкет
- Ігор Юртаєв — Окунь
- Олександр Вербицький — Заєць
- Олексій Соболєв — Кучер
- Велімир Русаков — Маестро
- Дмитро Горьовий — Череп
- Семен Сівков — Калуга
- Ілля Сисоєв — Матаня
- Кирило Ємельянов — Студер
- Василь Ликшин — Лаврик
- Микита Панов — Микита
- Ростислав Бершауер — лікар
- Юрій Сошников — замполіт
- Микола Качура — капітан КДБ
- Геннадій Матвєєв — працівник НКВС
- Сергій Неудачин — наглядач у в'язниці
- Олександр Носков — Тимофій
- Дмитро Таланцев — німецький генерал
- Герман Іванов — конвоїр автозаку

## Цікаві факти
- На церемонії вручення кінонагород російського філіалу MTV, картина Олександра Атанесяна «Сволота» стала найкращою кінокартиною. Проте Володимир Меньшов, який вийшов вручати премію, відкривши конверт і побачивши назву переможця, кинув пакет на сцену: «Я не вручатиму цю премію фільму, який ганьбить мою країну. Нехай цей приз вручає Памела Андерсон», — заявив він.
- Зйомки фільму відбувалися у Вірменії.
- Вибір постера фільму було проведено за результатами голосування відвідувачів декількох вебсайтів кінематографічної тематики.
- Частину витрат на виробництво фільму — близько $700 000 — сплатило Федеральне агентство з культури та кінематографії, очолюване на той час Михайлом Швидким.
- Фільм «Сволота», поряд з «Батьківщина або смерть» (2007) та «Зозулині діти» (1991), є одним із трьох художніх фільмів, знятих на тему «радянські діти-диверсанти в роки Другої світової війни».
- Крім історичної невідповідності зустрічається незв'язаність сюжету: після підриву бункера Коту відриває ліву кисть, але коли він вмовляє втекти Тяпу він тримає лівою рукою автомат.